# Hrad Villaviciosa de Odón
Hrad Villaviciosa de Odón je palácovo-pevnostní komplex nacházející se ve stejnojmenném malém městečku poblíž Madridu ve Španělsku. Stojí na Madridské třídě.
První stavba na tomto místě byla postavena v 15. století hrabaty z Chinchónu. Na této stavbě nechal v roce 1496 markýz z Moyi, Andrés Cabrera a Beatriz Fernández de Bobadilla, postavit první hrad. Během povstání komunérů hrad v roce 1521 zbořili kapitáni Diego de Heredia a Antonio de Mesa. V roce 1583 zadal don Diego Fernández de Cabrera y Bobadilla, třetí hrabě z Chinchónu, jeho rekonstrukci královskému architektovi Juanu de Herrerovi, který vytvořil jednu z věží odlišnou od ostatních, čímž dal hradu asymetrický profil.
O dvě století později, v roce 1738, panství koupil král Filip V. Španělský a udělil titul hraběte z Chinchónu a vlastnictví hradu svému synovi infantovi Ludvíkovi (nevlastnímu bratrovi Ferdinanda VI. Španělského). Ten pověřil Venturu Rodrígueze obnovou hradu a dal lokalitě její současné jméno, Villaviciosa de Odón. Dne 17. srpna 1758, po smrti své manželky Barbary z Braganzy, se Ferdinand VI. přestěhoval do pevnosti, kde následujícího roku zemřel.
V roce 1797 se María Teresa de Borbón, hraběnka z Chinchónu, jejíž portrét namaloval Goya, provdala za premiéra Manuela Godoye, oblíbence Karla IV. Španělského. V roce 1808, poté, co se s hraběnkou rozvedl, byl Godoy sesazen po vzpouře v Aranjuezu a uvězněn v tomto hradu, který v té době patřil jeho tchánovi.

## Lesnická škola
První španělská lesnická škola, Escuela Especial de Ingenieros de Montes, byla založena na hradě ve 40. letech 19. století. Lesnická škola se v roce 1870 přestěhovala do El Escorialu a později na Technickou univerzitu v Madridu.

## Vojenská škola a později
Po odchodu lesnické školy se hrad Villaviciosa de Odón stal vojenskou školou. Během španělské občanské války byl oběma stranami vypleněn a obsazen.
Nyní patří vládě a nachází se v něm archiv španělského letectva.